# Визинтайнер, Модерато
Модера́то Визинтайнер (порт.-браз. Moderato Visintainer/Wisintainer; 14 июля 1902, Алегрети, Риу-Гранди-ду-Сул — 31 января 1986, Пелотас, Риу-Гранди-ду-Сул) — бразильский футболист, нападающий. Участник первого Чемпионата мира.

## Карьера
Модерато родился в Алегрети, штат Риу-Гранди-ду-Сул. Начинал он играть в футбол в местной небольшой команде «14 Июля», названной так потому, что была основана 14 июля 1902 года. Там он проиграл всего лишь один год и отправился в Минас-Жерайс, в тогда только созданную команду «Палестра Италия». Модерато провёл в этой команде два сезона.
Модерато в 1923 году переехал в Рио-де-Жанейро, в клуб «Фламенго». В команде форвард дебютировал 27 мая в матче с «Ботафого» (4:1). Во второй игре, 3 июня с «Андараем» (4:1), Модерато забил первый мяч за «Фламенго». В этой команде футболист провёл лучшие годы своей карьеры, сыграв в 150 матчах и забив 25 голов, по другим данным 147 матчей и 27 голов. За 7 лет он выиграл два чемпионата Рио-де-Жанейро, в одном из которых играл сразу после операции по удалению аппендицита. Во «Фламенго» он впервые был вызван в сборную страны, с которой играл на чемпионате Южной Америки в 1925 году. А в 1930 году поехал на первый чемпионат мира по футболу. В Уругвае Визинтайнер пропустил первый матч с Югославией, а с Боливией вышел на поле и забил два гола. После чемпионата мира Модерато возвратился в родной город, где играл два года за «Гуарани», где и завершил карьеру.

## Международная статистика
| Матчи Модерато Визинтайнера за сборную Бразилии | Матчи Модерато Визинтайнера за сборную Бразилии | Матчи Модерато Визинтайнера за сборную Бразилии | Матчи Модерато Визинтайнера за сборную Бразилии | Матчи Модерато Визинтайнера за сборную Бразилии | Матчи Модерато Визинтайнера за сборную Бразилии | Матчи Модерато Визинтайнера за сборную Бразилии |
| ----------------------------------------------- | ----------------------------------------------- | ----------------------------------------------- | ----------------------------------------------- | ----------------------------------------------- | ----------------------------------------------- | ----------------------------------------------- |
| №                                               | Дата                                            | Место проведения                                | Оппонент                                        | Счёт                                            | Голы                                            | Турнир                                          |
| 1                                               | 6 декабря 1925                                  | Буэнос-Айрес                                    | Парагвай                                        | 5:2                                             | —                                               | Чемпионат Южной Америки                         |
| 2                                               | 13 декабря 1925                                 | Буэнос-Айрес                                    | Аргентина                                       | 1:4                                             | —                                               | Чемпионат Южной Америки                         |
| 3                                               | 17 декабря 1925                                 | Буэнос-Айрес                                    | Парагвай                                        | 3:1                                             | —                                               | Чемпионат Южной Америки                         |
| 4                                               | 25 декабря 1925                                 | Буэнос-Айрес                                    | Аргентина                                       | 2:2                                             | —                                               | Чемпионат Южной Америки                         |
| 5                                               | 20 июля 1930                                    | Монтевидео                                      | Боливия                                         | 4:0                                             | 2                                               | Чемпионат мира                                  |

## Достижения
- Чемпион Порту-Алегри: 1921
- Чемпион штата Рио-де-Жанейро: 1925, 1927